# Achrestus flavocinctus
Achrestus flavocinctus – gatunek chrząszcza z rodziny sprężykowatych.
Owad osiąga długość 10,5-14,5 mm.
Jest to ciemnonobrązowy i żółtawy chrząszcz.
Cechuje się on ciemnobrązowym czołem, na którym pośrodkowo widnieje żółta, trójkątna plama. Czułki są lekko zębate, składają się z 11 segmentów. U samca 1,5 segmenta sięga tylnych kątów przedplecza. Ich podstawa jest węższa od oka. 2. segment ma kształt okrągły, a 3. jest trójkątny i wydłużony, nie dorównuje długością kolejnemu. Ostatni wykazuje zwężenie u czubka. Górna warga, półokrągła, charakteryzuje się długimi setami. Żuwaczki są solidnie zbudowane, występuje penicillius. Tworzą go sety. Okolica ta dobrze się u tego gatunku rozwinęła.
Przedtułów również przybiera barwę żółtą. Grzbiet pokrywają wypukłe pokrywy. Samiec posiada krótki i szeroki aedagus.
Na goleniach widnieją niewielkie ostrogi.
Owad występuje w Ameryce Południowej, materiał użyty do opisania pochodził z Gujany oraz Gujany Francuskiej.